# Юліївка
Ю́ліївка — село в Україні, у Новоолександрівській сільській громаді Запорізького району Запорізької області. Населення становить 672 осіб.

## Географія
Село Юліївка розташоване за 32 км від обласного центру, на правому березі річки Кінська, вище за течією на відстані 4 км розташоване селище Комишуваха, на протилежному березі — село Запорожець.

## Історія
Село засноване 1830 року.
16 травня 2018 року Новоолександрівська сільська рада увійшла до складу Новоолександрівської сільської громади.
5 червня 2025 року Постановою Верховної Ради України №4483-ІХ «Про перейменування окремих населених пунктів, назви яких містять символіку російської імперської політики або не відповідають стандартам державної мови» село Юльївка перейменовано на Юліївка. 
19 червня 2022 року російські окупанти нанесли удари з артилерійської зброї по сільській школі Юльївки. Ракетами влучено в дах і стіни приміщення. Від ударної хвилі у вікнах на маленькі осколки потріскалось скло, а деякі з них взагалі повилітали з віконних пройомів. Внаслідок розриву ракетних снарядів залишилися посіченими двері та стіни навчального закладу. Пошкоджено дворову територію та парканну огорожу, також від прямого влучення та загоряння зруйновано транспортний засіб, припаркований у дворі школи.
25 липня 2022 року окупанти знову завдали декілька ударів по селу Юльївка. Внаслідок ворожої атаки було зруйновано будинок культури та місцеву бібліотеку. Окрім цього, через обстріл було пошкоджено 10 приватних будинків селища.
29 лютого 2024 року, близько 13:10, російські окупанти завдали удар по селу керованими авіабомбами, влучивши по трьох двоповерховим житловим будинкам. Вибуховою хвилею та уламками пошкоджені поруч розташовані житлові будинки, фасади та вікна. Внаслідок атаки зазнали поранення 6 осіб, одна людина загинула. Попередньо було встановлено, що окупанти застосували ракети Р-77.

## Економіка
- «Юльївка», кооператив

## Об'єкт соціальної сфери
- Навчально-виховний комплекс (зазнав руйнувань російськими окупантами 19 червня 2022 року).